# Upupa
Upupa is een geslacht van vogels uit de familie van de hoppen (Upupidae). De wetenschappelijke naam werd in 1758 gepubliceerd door Carl Linnaeus in Systema naturae. Upupa is in het Latijn zowel de naam voor de hop als voor een pikhouweel. De naam werd al door diverse auteurs eerder gebruikt voor de hop. Linnaeus verwijst onder meer naar  Pierre Belon, Conrad Gesner, Ulisse Aldrovandi, Francis Willughby en John Ray. Het geslacht omvat drie recente soorten.

## Taxonomie
De taxonomen zijn het er niet geheel over eens of er slechts één soort hop bestaat (Upupa epops) of meerdere, tot misschien wel vier soorten. De Afrikaanse hop (Upupa africana) wordt door enkele taxonomen als ondersoort opgevat; de madagaskarhop (Upupa marginata) wordt het meest serieus als een aparte soort beschouwd.
Op de IOC World Bird List worden drie soorten onderscheiden, waarvan één is uitgestorven:
- Upupa epops – Hop
- Upupa marginata – Madagaskarhop

### Uitgestorven
- † Upupa antaios – Sint-Helenahop